# Chris Doig
Christopher Ross „Chris“ Doig (* 13. Februar 1981 in Dumfries) ist ein ehemaliger schottischer Fußballspieler.

## Karriere
Doig kam bereits in der Saison 1996/97 für den in seiner Heimatstadt Dumfries ansässigen Klub Queen of the South in der Second Division zum Einsatz. 1997 wechselte er zu Nottingham Forest und kam 17-jährig am Boxing Day 1998 im Premier-League-Spiel gegen Manchester United zu seinem Ligadebüt für Nottingham. Sein zweiter Einsatz im Januar 1999 gegen Coventry City blieb zugleich sein letzter Erstligaeinsatz, nachdem sein Gegenspieler Darren Huckerby drei Treffer erzielt hatte, erhielt er in dieser Saison keinen weiteren Einsatz und der Klub stieg am Saisonende in die zweite Liga ab.

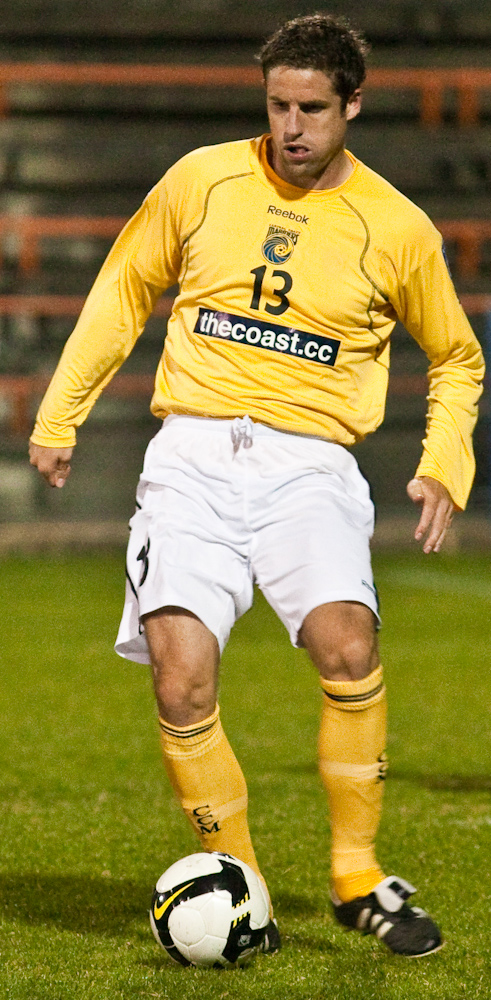
Doig als Spieler von Central Coast Mariners (2009)

Obwohl insbesondere Trainer Paul Hart, der den Verein zwischen 2001 und 2004 betreute, auf die Defensivqualitäten des mehrfachen schottischen U-21-Nationalspielers setzte, brachte dieser es in kaum einer Saison auf mehr als zehn Einsätze. Unzählige Verletzungen verhinderten durchgehende Einsatzzeiten und sorgten dafür, dass er am Großteil der Spiele nicht mitwirken konnte. Nachdem Nottingham 2005 in die Football League One absteigen musste, wurde Doigs Vertrag nicht mehr verlängert. Er wechselte daraufhin in die Football League Two zu Northampton Town, für die er unter Trainer Colin Calderwood im Herbst 2003 bereits leihweise gespielt hatte. Als Aufstiegsfavorit in die Saison gestartet, belegte der Klub am Saisonende den zweiten Rang und stieg damit in die League One auf. Anfang 2007 übernahm er von Scott McGleish die Kapitänsbinde, nachdem dieser auf die Transferliste gesetzt worden war.
Doig hatte auch bei Northampton Verletzungsprobleme, so verpasste er in der Saison 2008/09 die letzten beiden Spieltage, als der Klub durch zwei Niederlagen noch auf einen Abstiegsplatz abrutschte. Sein im Sommer 2009 auslaufender Vertrag wurde von Vereinsseite nicht mehr verlängert und er unterschrieb beim australischen A-League-Klub Central Coast Mariners einen Zwei-Jahres-Vertrag. Bei den Mariners kam Doig in seiner ersten Saison regelmäßig zum Einsatz, musste aber wegen einer Muskelverletzung im November und Dezember 2009 pausieren. In der Saison 2010/11 wurde er von Neuzugang Patrick Zwaanswijk aus der Mannschaft verdrängt, der mit Kapitän Alex Wilkinson die Innenverteidigung bildete. Die Mariners erreichten im Saisonverlauf das Meisterschaftsfinale, Doig kam dabei meist von der Ersatzbank zu 13 Einsätzen. In den Play-offs kam er nicht zum Einsatz und gehörte auch bei der Finalniederlage nicht zum Spieltagsaufgebot. Er verließ daher im Februar 2011 die Mariners und wechselte für einige Monate nach Indonesien in die Indonesia Super League zu Pelita Jaya, bei denen der Australier Misha Radovic das Traineramt bekleidete.

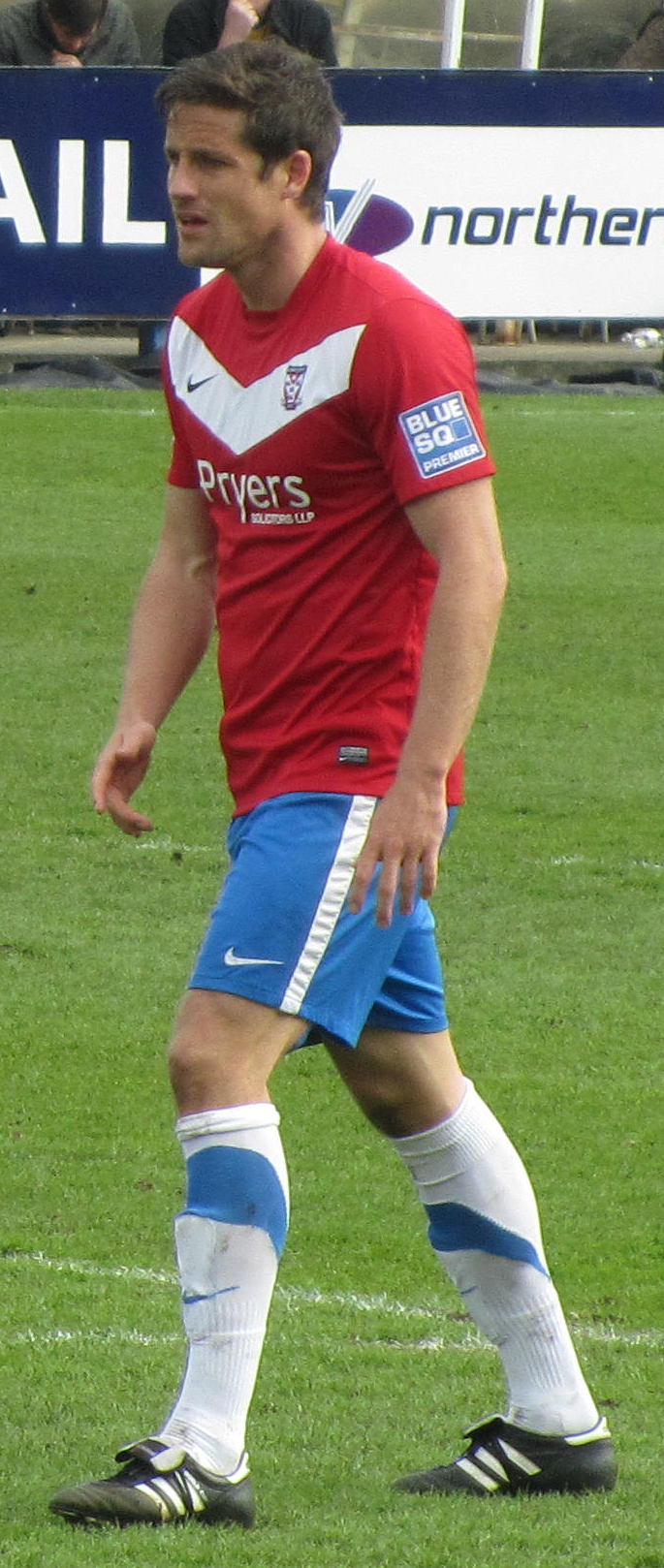
Doig als Spieler von York City (2012)

Im Sommer 2011 war er zurück in England und trainierte mit den Wycombe Wanderers, erhielt aber kein Vertragsangebot. Im späteren Jahresverlauf trainierte er bei Aldershot Town, wo er Anfang Dezember einen für einen Monat gültigen Vertrag unterzeichnete. Nach zwei Einsätzen in der League Two endete seine Zugehörigkeit bereits im Januar 2012 wieder, kurz darauf wurde er von Gary Mills zum Fünftligisten York City geholt. Mit York City gewann er im Mai 2013 das Play-off-Finale der National Conference im Wembley-Stadion und stieg mit dem Klub dadurch in die League Two auf. Nach einer weiteren Saison bei York erhielt er von Trainer Nigel Worthington keine Vertragsverlängerung angeboten.
Zur Saison 2013/14 schloss er sich dem Fünftligisten Grimsby Town an und gehörte dort zudem zum Trainerstab. Zur Folgesaison rückte er in die Position des Spieler-Co-Trainers auf, mit dem Ende seiner aktiven Spielerkarriere wurde er 2015 Co-Trainer unter Paul Hurst. 2016 gelang dem Klub die Rückkehr in die Football League. Im Oktober 2016 wechselte er gemeinsam mit Hurst zu Drittligist Shrewsbury Town, wo er weiterhin die Co-Trainer-Funktion ausübte. Im Sommer 2018 wechselte das Gespann zum Zweitligisten Ipswich Town, der Drei-Jahres-Vertrag wurde aber bereits nach fünf Monaten Ende Oktober 2018 wieder aufgelöst, nachdem aus den ersten 15 Ligaspielen nur ein Sieg gelang und der Klub auf dem letzten Tabellenplatz stand. Im Mai 2019 übernahmen Hurst und Doig den Drittligaabsteiger Scunthorpe United, Ende Januar 2020 traten beide von ihren Positionen zurück.